# Dominique Le Sourd
Pour les articles homonymes, voir Le Sourd.
Dominique Le Sourd, née Fournier le 15 novembre 1950 à Paris, est une femme politique française.
Elle est maire de la commune rurale de Blincourt, dans le département de l'Oise, depuis 2005. 

## Famille

### Ascendance
Son père, Pierre Fournier (1915-1999), est pharmacien et directeur d'un groupe pharmaceutique, les laboratoires Fournier Frères, et président du conseil de l'ordre national des pharmaciens de 1979 à 1987. Il fut aussi conseiller auprès du ministère du Commerce extérieur de 1951 à 1973. 
Sa mère, Solange Lefranc (1921-2016), mère au foyer, est la fille de Robert Lefranc, fabricant de couleurs et vernis à Paris et président de la Fédération nationale des fabricants de couleurs, vernis et encres d'imprimerie, et de Geneviève Panhard cousine éloignée des Panhard créateurs des Automobiles Panhard.

### Fratrie
Elle est la sœur de Caroline Cayeux, elle-même engagée politiquement au niveau local, dans le département de l'Oise, ainsi qu'au niveau national : elle est maire de Beauvais de 2001 à 2022, présidente de la communauté d'agglomération du Beauvaisis (CAB) depuis sa création en 2004, conseillère régionale de Picardie de 2004 à 2011, sénatrice de l'Oise de 2011 à 2017 et plus récemment ministre déléguée chargée des Collectivités territoriales dans le gouvernement Borne de juillet à novembre 2022. 

### Descendance
Elle est aussi la tante des trois enfants de sa sœur Caroline Cayeux. Ce faisant, elle est notamment la tante par alliance de Thibault Lanxade (fils de l'amiral et ancien chef d'État major du président de la République française François Mitterrand, puis des armées Jacques Lanxade) qui a épousé l'une de ses deux nièces, Chrystel Le Sourd.[réf. nécessaire]

## Parcours professionnel
Aujourd'hui retraitée, Dominique Le Sourd est pharmacienne de profession. 
Elle a terminé sa carrière comme rédactrice pour le Dictionnaire Vidal.

## Parcours politique
D'abord conseillère municipale de Blincourt, Dominique Le Sourd en devient maire en 2005 à la suite de la démission du maire en poste, Solange Fournier, sa propre mère. Elle est réélue maire de Blincourt au suffrage universel direct en 2008, puis de nouveau en 2014 et en 2020. Elle est aussi une élue de la communauté de communes de la Plaine d'Estrées, actuellement quatrième vice-présidente du conseil communautaire pour le mandat 2020-2026. 
À l'occasion des élections législatives de juin 2007, Dominique Le Sourd est la suppléante du candidat UMP Édouard Courtial dans la 7e circonscription de l'Oise, circonscription que ce dernier remporte dès le premier tour, avec 51,07 % des suffrages. Quand celui-ci est nommé dans le troisième gouvernement de François Fillon, à l'occasion du remaniement consécutif aux élections sénatoriales de septembre 2011 et à la victoire de la gauche, Dominique Le Sourd devient elle-même députée de la 7e circonscription de l'Oise. Elle occupe son siège à partir du 28 octobre 2011 et ce, jusqu'à la fin de la législature, en juin 2012,,. Elle est de nouveau la suppléante d'Edouard Courtial à l'occasion des élections législatives de juin 2012.

## Détail des fonctions et des mandats
Mandats locaux
- 1er janvier 2002 - 1er janvier 2005 : conseillère municipale de Blincourt.
- Depuis 2005 : maire de Blincourt (succédant au maire Solange Fournier, démissionnaire; réélue lors des élections municipales de 2008, 2014 et 2020).
- Mandat 2020-2026: quatrième vice-présidente de la communauté de communes de la Plaine d'Estrées.

Mandat parlementaire
- 28 octobre 2011 - 16 juin 2012 : députée de la 7e circonscription de l'Oise (en remplacement d'Edouard Courtial, entrée au Gouvernement).